# Clastoptera stolida
Clastoptera stolida is een halfvleugelig insect uit de familie Clastopteridae. De wetenschappelijke naam van deze soort is voor het eerst geldig gepubliceerd in 1864 door Uhler.